# 三重県道147号松阪嬉野線
三重県道147号松阪嬉野線（みえけんどう147ごう まつさかうれしのせん）は、三重県松阪市を通る一般県道である。

## 概要
松阪市下村町から松阪市嬉野算所町に至る。
三重高通り（みえこうどおり）または松阪学園前通り（まつさかがくえんまえどおり）という名称で呼ばれる区間がある。

### 路線データ
- 起点：松阪市下村町（字木ノ下1073番1地先[1]：下村町2交差点、三重県道756号松阪環状線交点）
- 終点：松阪市嬉野算所町（字松原625番1地先[1]：三重県道24号松阪久居線交点）
- 総延長：11.729 km

## 歴史
- 1995年（平成7年）4月1日 - 路線認定・区間決定・供用開始[1][2]。

## 路線状況

### 別名
- 三重高校通り（松阪市）
- 松阪学園前通り（松阪市）

#### 三重高通り
三重高通り（みえこうどおり）または松阪学園前通り（まつさかがくえんまえどおり）は、三重県道147号松阪嬉野線のうち、三重県松阪市下村町の下村町2交差点から同市久保町の久保町北交差点までの区間の通称である。
松阪市の幹線道路の1つである。

#### 名称の由来
「三重高」とは、沿線にある三重高等学校の略称である。また「学園」とは、前述の三重高等学校を含めた学校法人梅村学園が運営する学校群（三重中京大学、三重中京大学短期大学部、三重中学校、梅村幼稚園）のことである。

#### 周辺の環境
この道路の近隣の地域名称として「松阪学園前」が使用されている。
沿線にはコンビニエンスストアや生徒・学生向けの商店・アパートなどが立地し学生街を形成する。通り名を店名とするチェーン店もある。
パークタウン学園前団地などの住宅地が造成されるなど開発も盛んに行われている。

#### 今後の課題
2009年（平成21年）4月23日、三重中京大学と同短期大学部の次年度以降の学生募集の方針が松阪市に告げられた。この発表は、在学生や教職員にとどまらず、「三重高通り」で商店を営む住民を始め、相次ぐ三重県内からの大学等の撤退と絡めて、広く三重県民に大きな衝撃を与えた。特に、沿線では「数年前から学生数減少で店の閉店があったが、今後さらに加速するのではないか」と危惧する声が上がっている。

### 重複区間
- 国道166号（松阪市田村町・田村町北交差点 - 松阪市田村町・西田村交差点）
- 三重県道757号辻原西町線（松阪市岡本町・岡本町交差点 - 松阪市岡本町・阪内川親水公園前）

### 道路施設

#### 橋梁
- 落合橋（金剛川、松阪市）
- 田村4号避溢橋（松阪市）
- 中部大橋（阪内川、松阪市）

松阪市田村町と松阪市岡本町を結ぶ、阪内川に架かる橋梁。橋梁周辺には桜が植えられている。また水質調査地点になっており、溶存酸素量（DO）・水素イオン指数（pH）・生物化学的酸素要求量（BDO）・浮遊物質（懸濁物質、SS）大腸菌群数などの測定を行う。
- 新八重田橋（堀坂川、松阪市）

### 交通量
平日12時間交通量
| 地点                         | 交通量   |
| ---------------------------- | -------- |
| 松阪市久保町（三重高通り）   | 13,570台 |
| 松阪市深長町（ふこさちょう） | 05,462台 |

## 地理

### 通過する自治体
- 三重県
  - 松阪市

### 交差する道路
| 交差する道路                         | 交差する場所 | 交差する場所           |
| ------------------------------------ | ------------ | ---------------------- |
| 三重県道756号松阪環状線 / 近鉄道路   | 下村町       | 下村町2交差点 / 起点   |
| 三重県道160号松阪多気線              | 駅部田町     | 久保町交差点           |
| 三重県道700号小片野駅部田線          | 駅部田町     | 山室入口交差点         |
| 国道166号 重複区間起点               | 田村町       | 田村町北交差点         |
| 国道166号 重複区間終点               | 田村町       | 西田村交差点           |
| 三重県道757号辻原西町線 重複区間起点 | 岡本町       | 岡本町交差点           |
| 三重県道757号辻原西町線 重複区間終点 | 岡本町       | 阪内川親水公園前交差点 |
| 三重県道59号松阪第2環状線            | 野村町       | 野村町交差点           |
| 三重県道24号松阪久居線               | 嬉野算所町   | 終点                   |

### 沿線
三重高通り沿線
- ぎゅーとら下村店
- パークタウン学園前団地
- 学校法人梅村学園
  - 三重中学校・高等学校
  - 三重中京大学
    - 短期大学部

  - 梅村幼稚園
- 中部電力パワーグリッド南勢変電所
- 百五銀行梅村学園前支店
- 三十三銀行梅村学園前支店
- 松阪久保郵便局
- 高杉団地
  - オムロン松阪
- マックスバリュ学園前店

その他の区間
- 松阪市立山室山小学校
- 宝塚団地
- 宝塚古墳
- アドバンスモール松阪
  - ケーヨーデイツー松阪店
  - オークワ松阪田村店
- 阪内川
  - 阪内川親水公園
- 伊勢寺郵便局
- 源陽寺（浄土宗）
- 和田金牧場